# Martin Falbesoner
Martin Falbesoner (* 1. Oktober 1728 in Nassereith; † 19. Oktober 1815 ebenda) war ein österreichischer Bildhauer und Mesner.

## Leben

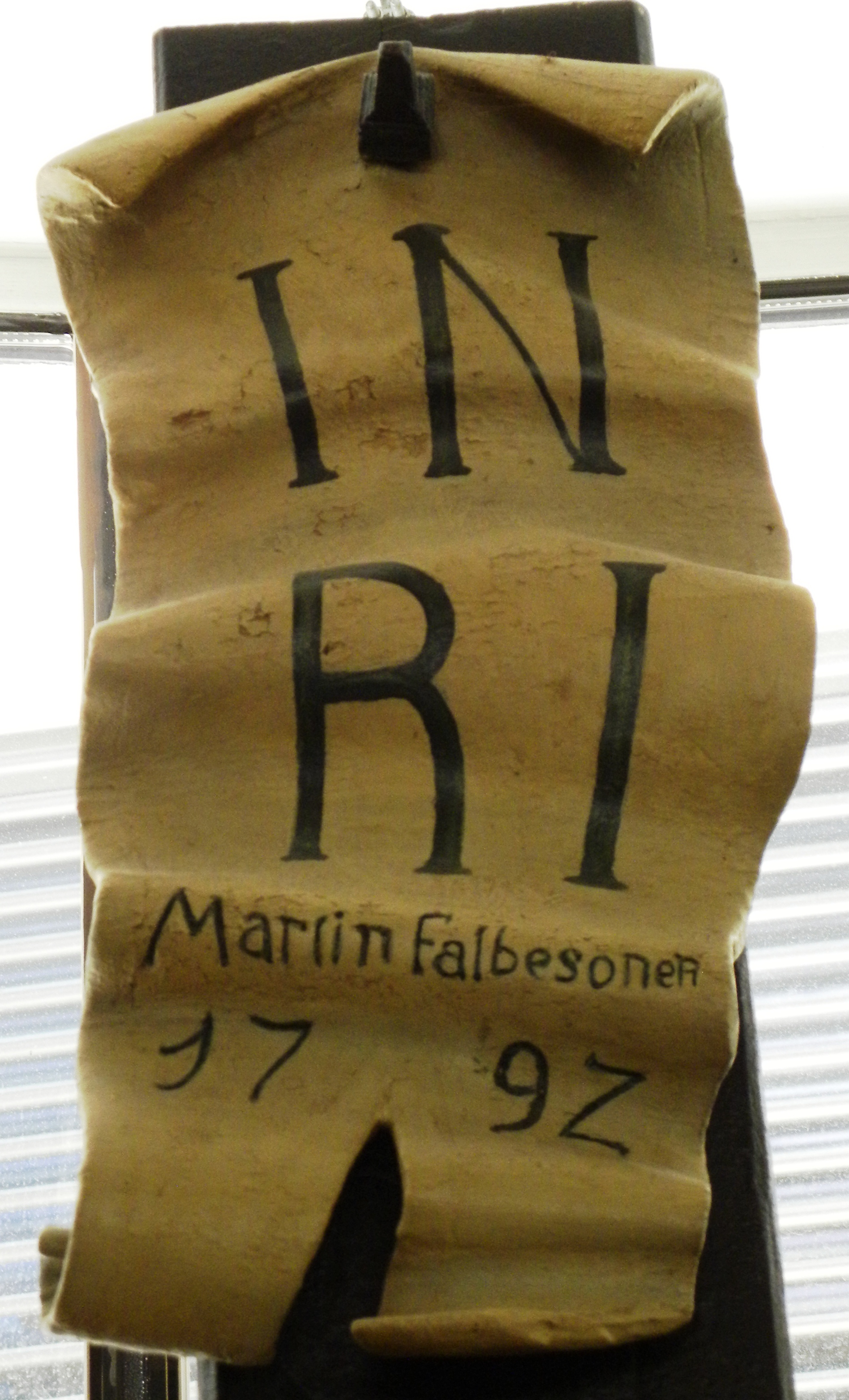
Signatur an einem Kruzifix von Martin Falbesoner aus dem Jahr 1792 in Nassereith.

Er war das zweite von neun Kindern aus der Ehe von Johann Georg Falbesoner und seiner Frau Maria (geb. Pacher). Eine Gedenktafel an seinem Geburtshaus neben der Kirche (heute Schulgasse 39) erinnert noch heute daran. Über seine Ausbildung zum Bildhauer ist nichts bekannt, größtenteils dürfte er Autodidakt gewesen sein. Mögliche Lehrmeister könnten Josef Anton Renn oder Balthasar Jais aus Imst sein. Die Körper seiner Figuren sind in der Regel schlank und hochgezogen und haben oft eng anliegende Gewänder.
Am 3. Februar 1767 heiratete er Rosina Neururer. Aus dieser Ehe gingen neun Kinder hervor. Sein ältester Sohn Josef Alois Falbesoner (1767–1848) wurde sein Nachfolger als Bildhauer und Mesner. Sein Enkel Ignaz Falbesoner (1808–1881) war ebenfalls Bildhauer und Krippenschnitzer. Martin Falbesoners erstes datiertes Werk ist die Kanzel für die Karlskirche in Volders (1759/60). Ein Großteil seiner Werke entstand zwischen 1770 und 1790. Falbesoner war damals schon fast 50 Jahre alt. Außer für seinen Heimatort Nassereith lieferte er Kunstwerke für Gotteshäuser im Außerfern, auf dem Mieminger Plateau und im Pitztal. Martin Falbesoner starb am 19. Oktober 1815 in Nassereith im Alter von 87 Jahren.

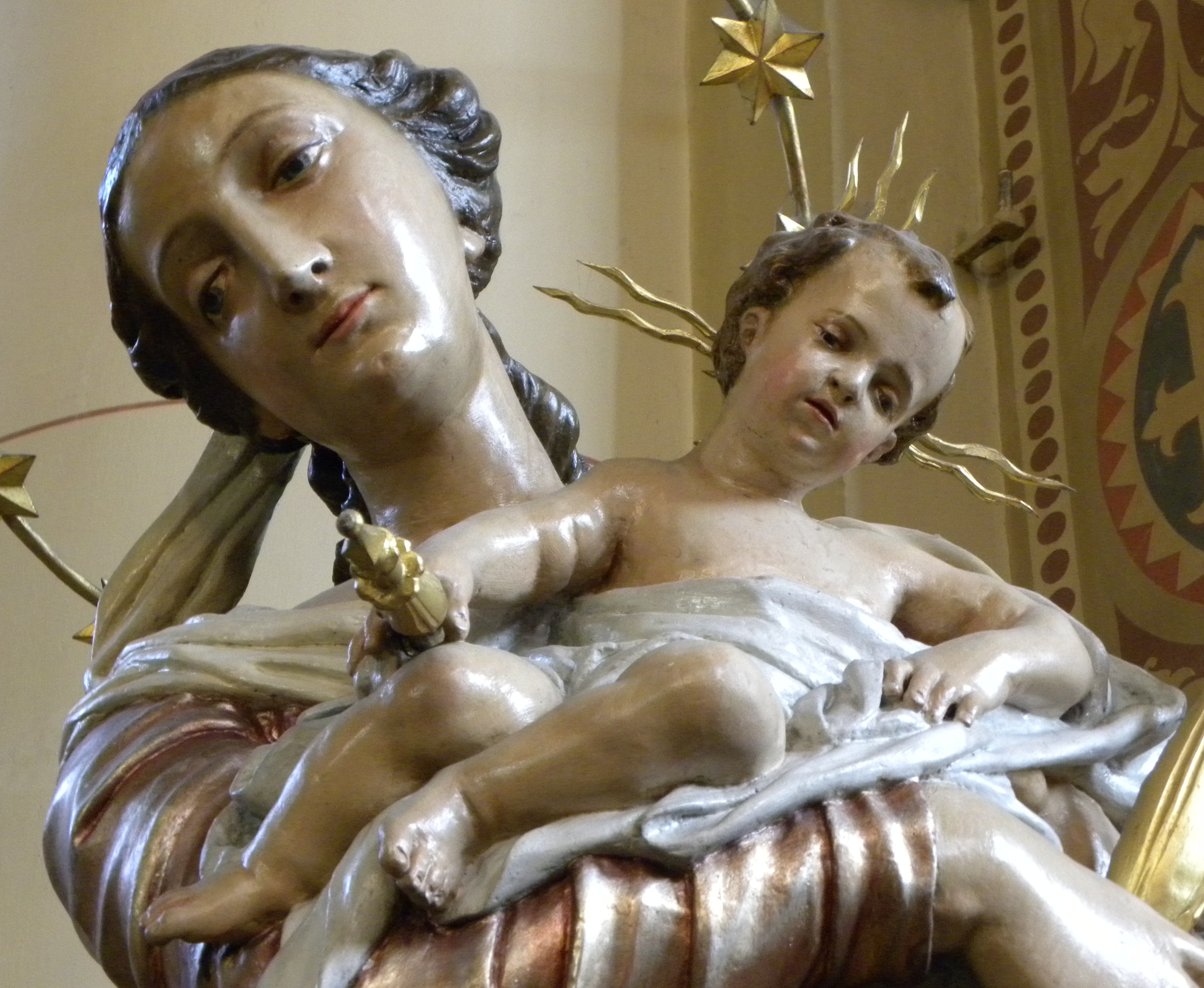
Immaculata in der Pfarrkirche Nassereith

## Werke (Auswahl)

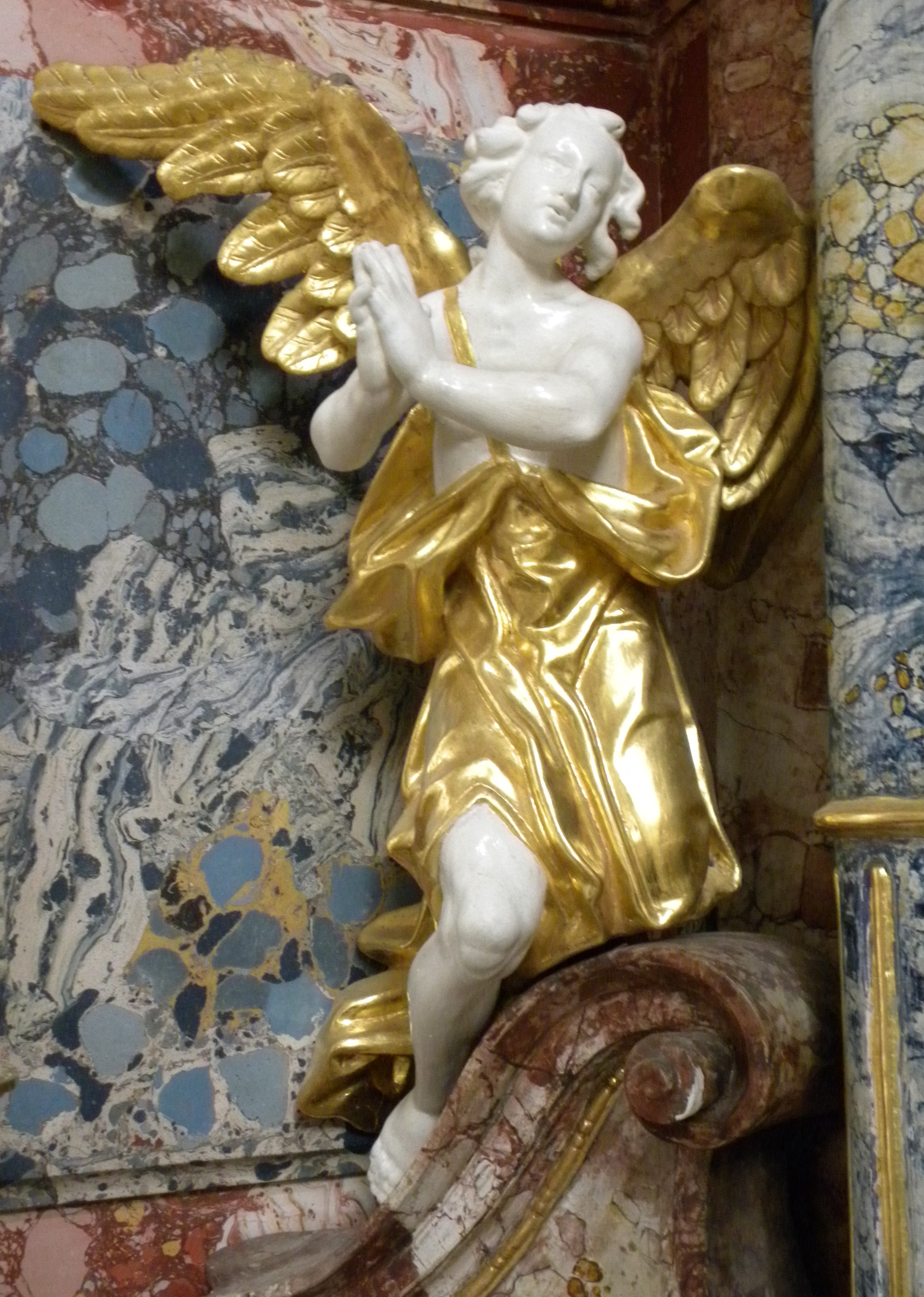
Tabernakelengel in der Pfarrkirche Tannheim

- Breitenwang – Pfarrkirche: Vortragekreuz (1776), Taufsteindeckel (1776/79) und Tabernakel (1779/82)[2]
- Elmen – Widum: Kruzifix (Ende 18. Jahrhundert)
- Fiecht – Pankratiuskapelle: Hl. Anna und Joachim (um 1780)
- Garmisch-Partenkirchen – Pfarrkirche St. Martin in Garmisch: 4 Kirchenväter (um 1795)
- Hinterhornbach – Pfarrkirche: 2 Apostel am Hochaltar, Tabernakel, Putten und Gottvater (um 1762/65)
- Imst – Josefbrunnen in der Schustergasse: Hl. Josef (um 1800)
- Lermoos – Pfarrkirche: 12 Heiligenfiguren an den Altären (um 1780)
- Lermoos – Nepomukkapelle: Hl. Johannes Nepomuk (um 1780)
- Nassereith – Pfarrkirche: Immaculata (1791), Hl. Jakobus der Ältere und Christophorus (1790), Kirchenkrippe (um 1790)
- Obermieming – Nepomukbrunnen: Hl. Johannes Nepomuk (um 1790)
- Obsteig – Pfarrkirche: 10 Heilige an den Altären, Schutzengelgruppe, Kanzel mit Engel (um 1770/75)
- Plangeroß im Pitztal – Kirche Maria Hilf: Hl. Josef und Jakobus am Hochaltar, Engel, Putten, Kruzifix (1771)
- Stanzach – Filialkirche: Hl. Johannes, Josef und Sebastian (um 1777)
- Tannheim – Pfarrkirche: Tabernakel (1786)
- Volders – Karlskirche: Kanzel (1759/60)